# Anna Cambiaghi

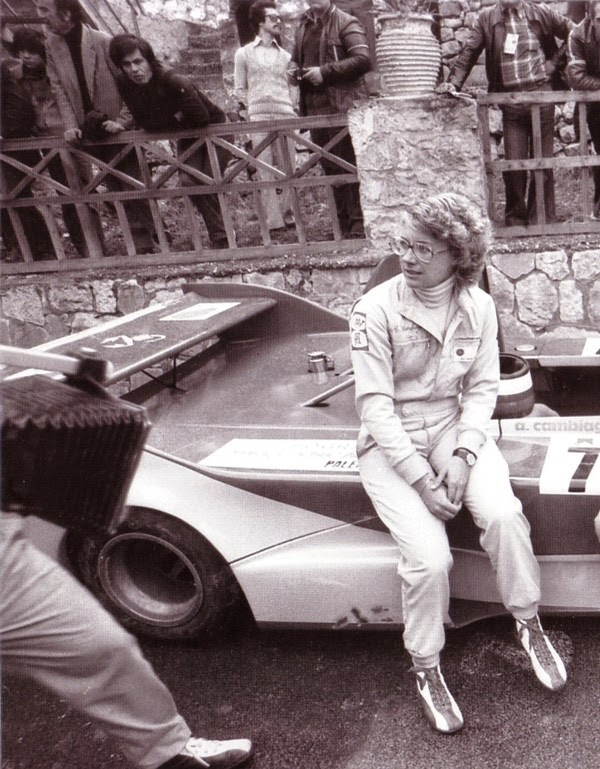
Anna Cambiaghi bei der Targa Florio 1976

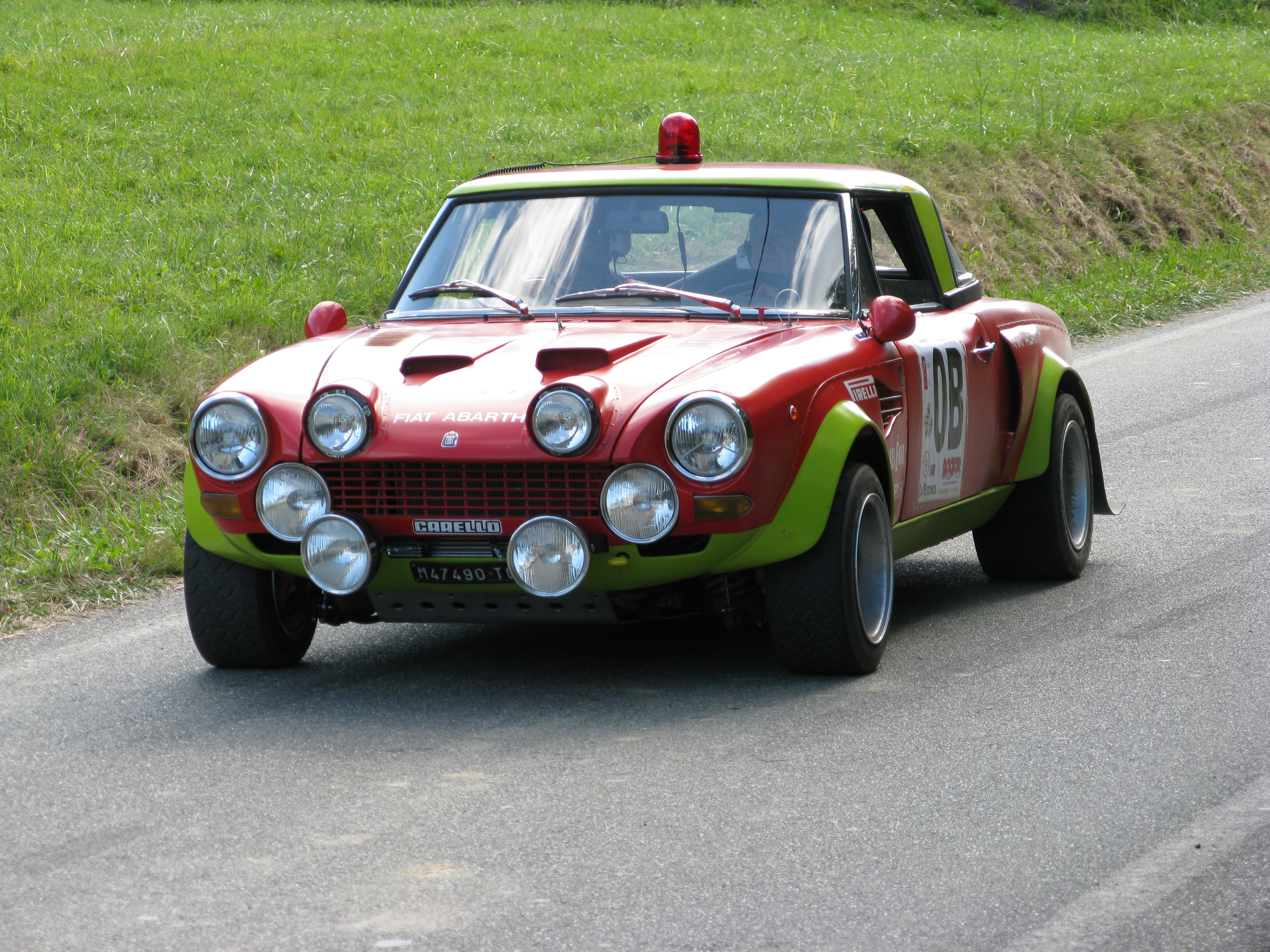
Ein Fiat 125 Rallye war Anna Cambiaghis erster Rennwagen

Anna Cambiaghi (* 15. September 1951 in Mailand) ist eine ehemalige italienische Autorennfahrerin.

## Karriere als Rennfahrerin
Anna Cambiaghi begann ihre Karriere in den 1970er-Jahren im Rallyesport. Ihr erstes Einsatzfahrzeug war ein Fiat 124 Rallye, mit dem sie 1973 in der italienischen Rallye-Meisterschaft an den Start ging. Die erste internationale Veranstaltung, an der sie sich beteiligte, war die Tour de France für Automobile 1974, wo sie mit Beifahrerin Francesca Lurani auf einem Alfa Romeo 2000 GTV den 37. Rang in der Gesamtwertung erreichte. Fünfmal ging sie in der Rallye-Weltmeisterschaft an den Start und fuhr parallel zu den Rallye-Einsätzen Sportwagenrennen.
Zu Beginn der 1980er-Jahre fuhr sie zwei Saisons in der Italienischen Formel-3-Meisterschaft und gemeinsam mit Lella Lombardi für Jolly Club in der Tourenwagen-Europameisterschaft. Beste Platzierung war der dritte Endrang beim 500-km-Rennen von Donington 1981 auf einem Chevrolet Camaro (Sieger Umberto Grano und Helmut Kelleners im BMW 635 CSi). Ihre einmalige Teilnahme am 24-Stunden-Rennen von Le Mans endete 1977 mit einem Motorschaden am Osella PA5.
Anna Cambiaghi fuhr mit Unterbrechungen bis 1989 Rennen. Ihren letzten Rennstart hatte sie bei der Rallye Safari 1989. Nach ihrer aktiven Karriere arbeitete sie viele Jahre in der Organisation unterschiedlicher Rennteams.

## Statistik

### Le-Mans-Ergebnisse
| Jahr | Team                 | Fahrzeug   | Teamkollege     | Teamkollege  | Platzierung | Ausfallgrund |
| ---- | -------------------- | ---------- | --------------- | ------------ | ----------- | ------------ |
| 1977 | Osella Squadra Corse | Osella PA5 | Raymond Touroul | Alain Cudini | Ausfall     | Motorschaden |

### Einzelergebnisse in der Sportwagen-Weltmeisterschaft
| Saison | Team        | Rennwagen                 | 1   | 2   | 3   | 4   | 5   | 6   | 7   | 8   | 9   | 10  | 11  | 12  | 13  | 14  | 15  | 16  | 17  |
| ------ | ----------- | ------------------------- | --- | --- | --- | --- | --- | --- | --- | --- | --- | --- | --- | --- | --- | --- | --- | --- | --- |
| 1977   | Jolly Club  | Lancia Stratos Osella PA2 | DAY | MUG | DIJ | MON | SIL | NÜR | VAL | PER | WAT | EST | LEC | MOS | IMO | SAL | BRH | HOK | VAL |
| 1977   | Jolly Club  | Lancia Stratos Osella PA2 |     | 8   |     |     |     |     | 9   |     |     |     |     |     | DNF |     |     |     |     |
| 1978   | Carlo Rebai | Porsche 935               | DAY | SEB | MUG | TAL | DIJ | SIL | NÜR | LEM | MIS | DAY | WAT | VAL | ROD |     |     |     |     |
| 1978   | Carlo Rebai | Porsche 935               | DNF |     |     |     |     |     |     |     |     |     |     |     |     |     |     |     |     |